# Inna Suslina
Inna Jevgenjevna Suslina (ryska: Инна Евгеньевна Суслина), född 5 januari 1979 i Tasjkent, Sovjetunionen (nuvarande Uzbekistan), är en rysk handbollsmålvakt.

## Klubblagsspel
Suslina började 1997 sin handbollskarriär i GK Rostov-Don. Sedan spelade hon med ASU-Adyif Maikop. Efter 2001 vaktade hon målet i ryska toppföreningen GK Lada som vann ryska cupen 2002. Hon vann också ryska mästerskapet 2002, 2003 och  2004. 2004 bytte Suslina klubb till GOG Svendborg, och vann med klubben danska cupen 2005. Efter VM 2007 spelade hon inte en tid på grund av hjärnskakning men i mars 2008 var hon tillbaka i målet. Från 2008 stod Suslina i mål för Zvezda Zvenigorod, och med den klubben vann hon samma säsong EHF Champions Trophy. Efter två säsonger i Zvezda återvände hon till Rostov-Don. Efter säsongen 2012–2013 spelade hon för den makedonska föreningen ŽRK Vardar. Med Vardar vann hon 2013, 2014, 2015, 2016, 2017 och 2018 mästerskapet såväl som cupen 2014, 2015, 2016, 2017 och 2018. Efter säsongen 2017–2018 avslutade Suslina sin karriär.

## Landslagsspel
Suslina spelade 172 landskamper för ryska landslaget. Med Ryssland blev hon 2001, 2007 och 2009 världsmästare. Hon tillhör alltså en liten exklusiv skara med tre världsmästartitlar. Vid Europamästerskap vann hon silver 2006 i Sverige och 2008 en bronsmedalj. Hon tog OS-silver 2008 i Peking.